# International Language and Law Association
Die International Language and Law Association, ILLA, ist eine internationale und interdisziplinäre Forschungsvereinigung zur Untersuchung der Sprache und Medialität des Rechts.

## Geschichte
Die International Language and Law Association wurde 2007 auf der fünften „Berlin conference on open access“ (Padua, Italien) von den Sprach- und Rechtswissenschaftlern Lawrence Solan, Peter Tiersma und Dieter Stein initiiert. Nach einer Orientierungsphase wurde die Association 2017 auf dem ersten ILLA-Weltkongress in Freiburg (7.–9. September 2017) unter dem Motto „Language and Law in a World of Media, Globalisation and Social Conflicts“ neu gegründet sowie eine Satzung verabschiedet. Als Gründungspräsidenten der ILLA wurden gewählt die amerikanische Professorin für Rechtswissenschaft, Frances Olsen (Los Angelas) sowie der deutsche Professor für Sozio- und Diskurslinguistik, Friedemann Vogel (Siegen). Die Mitglieder der ILLA entstammen aus 50 Nationen.

## Gegenstand und Ziele
Ziel der ILLA ist die interdisziplinäre Erforschung des Zusammenhangs von Sprache, Medien und Recht. Im Vordergrund steht die Frage, wie rechtliche Normen durch Sprache und Medien konstituiert werden und wie Sprache und Recht zur Reproduktion von politischer Macht beitragen. Untersucht wird die Übersetzbarkeit von Rechtstexten, die Mediatisierung rechtlicher Praktiken, Gattungen und Textsorten im Recht, Gesprächsmuster und Sprechakte vor nationalen und internationalen Gerichten, Möglichkeiten zur Optimierung der Rechtssprache und der juristischen Methodenlehre, linguistische Verfahren zur Tätererkennung (Forensische Linguistik) u. a. Als Dachverbund fördert die ILLA die weltweite Zusammenarbeit der zu diesen Themen arbeitenden Wissenschaftlern und Praktikern in Universität, Justiz, Gesetzgebung und Verwaltung.